# Björkshult
Björkshult is een plaats in de gemeente Högsby in het landschap Småland en de provincie Kalmar län in Zweden. De plaats heeft 71 inwoners (2000) en een oppervlakte van 14 hectare.